# Episodi di Crown Court (prima stagione)
La prima stagione della serie televisiva Crown Court è stata trasmessa in anteprima nel Regno Unito dalla Independent Television tra l'11 ottobre 1972 e il 29 dicembre 1972.
| nº | Titolo originale                                    | Titolo italiano | Prima TV UK      | Prima TV Italia |
| -- | --------------------------------------------------- | --------------- | ---------------- | --------------- |
| 1  | Doctor's Neglect? (Part 1)                          |                 | 11 ottobre 1972  |                 |
| 2  | Doctor's Neglect? (Part 2)                          |                 | 12 ottobre 1972  |                 |
| 3  | Doctor's Neglect? (Part 3)                          |                 | 13 ottobre 1972  |                 |
| 4  | Lieberman v Savage (Part 1)                         |                 | 18 ottobre 1972  |                 |
| 5  | Lieberman v Savage (Part 2)                         |                 | 19 ottobre 1972  |                 |
| 6  | Lieberman v Savage (Part 3)                         |                 | 20 ottobre 1972  |                 |
| 7  | Regina v Lord (Part 1)                              |                 | 25 ottobre 1972  |                 |
| 8  | Regina v Lord (Part 2)                              |                 | 26 ottobre 1972  |                 |
| 9  | Regina v Lord (Part 3)                              |                 | 27 ottobre 1972  |                 |
| 10 | Regina v Bryant (Part 1)                            |                 | 1º novembre 1972 |                 |
| 11 | Regina v Bryant (Part 2)                            |                 | 2 novembre 1972  |                 |
| 12 | Regina v Bryant (Part 3)                            |                 | 3 novembre 1972  |                 |
| 13 | Euthanasia: Regina v Webb (Part 1)                  |                 | 8 novembre 1972  |                 |
| 14 | Euthanasia: Regina v Webb (Part 2)                  |                 | 9 novembre 1972  |                 |
| 15 | Euthanasia: Regina v Webb (Part 3)                  |                 | 10 novembre 1972 |                 |
| 16 | Regina v Vennings & Vennings (Part 1)               |                 | 15 novembre 1972 |                 |
| 17 | Regina v Vennings and Vennings (Part 2)             |                 | 16 novembre 1972 |                 |
| 18 | Regina v Vennings and Vennings (Part 3)             |                 | 17 novembre 1972 |                 |
| 19 | The Eleventh Commandment (Part 1)                   |                 | 22 novembre 1972 |                 |
| 20 | The Eleventh Commandment (Part 2)                   |                 | 23 novembre 1972 |                 |
| 21 | The Eleventh Commandment (Part 3)                   |                 | 24 novembre 1972 |                 |
| 22 | A Genial Man: Regina v Bolton (Part 1)              |                 | 29 novembre 1972 |                 |
| 23 | A Genial Man: Regina v Bolton (Part 2)              |                 | 30 novembre 1972 |                 |
| 24 | A Genial Man: Regina v Bolton (Part 3)              |                 | 1º dicembre 1972 |                 |
| 25 | Espionage (Part 1)                                  |                 | 6 dicembre 1972  |                 |
| 26 | Espionage (Part 2)                                  |                 | 7 dicembre 1972  |                 |
| 27 | Espionage (Part 3)                                  |                 | 8 dicembre 1972  |                 |
| 28 | Conspiracy: Regina v Luckhurst and Sawyer (Part 1)  |                 | 13 dicembre 1972 |                 |
| 29 | Conspiracy: Regina v Luckhurst and Sawyer (Part 2)  |                 | 14 dicembre 1972 |                 |
| 30 | Conspiracy: Regina v Luckhurst and Sawyer (Part 3)  |                 | 15 dicembre 1972 |                 |
| 31 | Who is Benedetto Trovato? Regina v Starkie (Part 1) |                 | 20 dicembre 1972 |                 |
| 32 | Who is Benedetto Trovato? Regina v Starkie (Part 2) |                 | 21 dicembre 1972 |                 |
| 33 | Who is Benedetto Trovato? Regina v Starkie (Part 3) |                 | 22 dicembre 1972 |                 |
| 34 | Criminal Libel: Regina v Maitland (Part 1)          |                 | 27 dicembre 1972 |                 |
| 35 | Criminal Libel: Regina v Maitland (Part 2)          |                 | 28 dicembre 1972 |                 |
| 36 | Criminal Libel: Regina v Maitland (Part 3)          |                 | 29 dicembre 1972 |                 |
| 37 | The Medium: Regina v Purbeck (Part 1)               |                 | 1972             |                 |
| 38 | The Medium: Regina v Purbeck (Part 2)               |                 | 1972             |                 |
| 39 | The Medium: Regina v Purbeck (Part 3)               |                 | 1972             |                 |